# James Barry (pittore)
James Barry (Cork, 11 ottobre 1741 – 22 febbraio 1806) è stato un pittore irlandese molto noto per la serie di opere I progressi dell'umana cultura esposte nella sala grande della Royal Society of Arts di Londra. Risoluto a raffigurare soggetti di suo gusto più che seguire le indicazioni dei committenti, Barry viene indicato come uno dei primi veri artisti romantici della Gran Bretagna. Rimase sostanzialmente sconosciuto fino a che, nel 1983, una mostra a lui dedicata alla Tate Gallery permise la riscoperta di questo artista.

## Biografia
Di origine irlandese, James Barry fu artista per lo più autodidatta, e dal 1763 acquisì il sostegno del compatriota Edmund Burke.
Proprio grazie al finanziamento del suo mecenate, all'incirca nel 1766 Barry intraprese un viaggio in Italia per studiare gli antichi maestri.
Dopo un soggiorno a Roma, durante il quale scrisse un trattato sulla Pittura, nel 1770 l'artista fece tappa a Bologna, dove ottenne il riconoscimento dell'Accademia Albertina. In segno di gratitudine Barry donò all'Accademia il Filottete ferito sull'isola di Lemno, dipinto che richiama il concetto del sublime teorizzato da Burke.
A Bologna frequentò altri artisti inglesi, con i quali strinse amicizia, in particolare lo scultore Joseph Nollekens.
Tornato nel Regno Unito nel 1771, ormai artista rinomato, nel 1773 Barry divenne membro della Royal Academy of Arts, dove insegnò pittura dal 1782 al 1799. Malgrado la fama, morì in condizioni di indigenza.
Pur ispirandosi all'antico, sulla stessa linea di Sir Joshua Reynolds, i dipinti di James Barry risentono l'influenza del pensiero di Burke e di Johann Joachim Winckelmann, allineando l'artista anche ai grandi neoclassici.